# Australorp

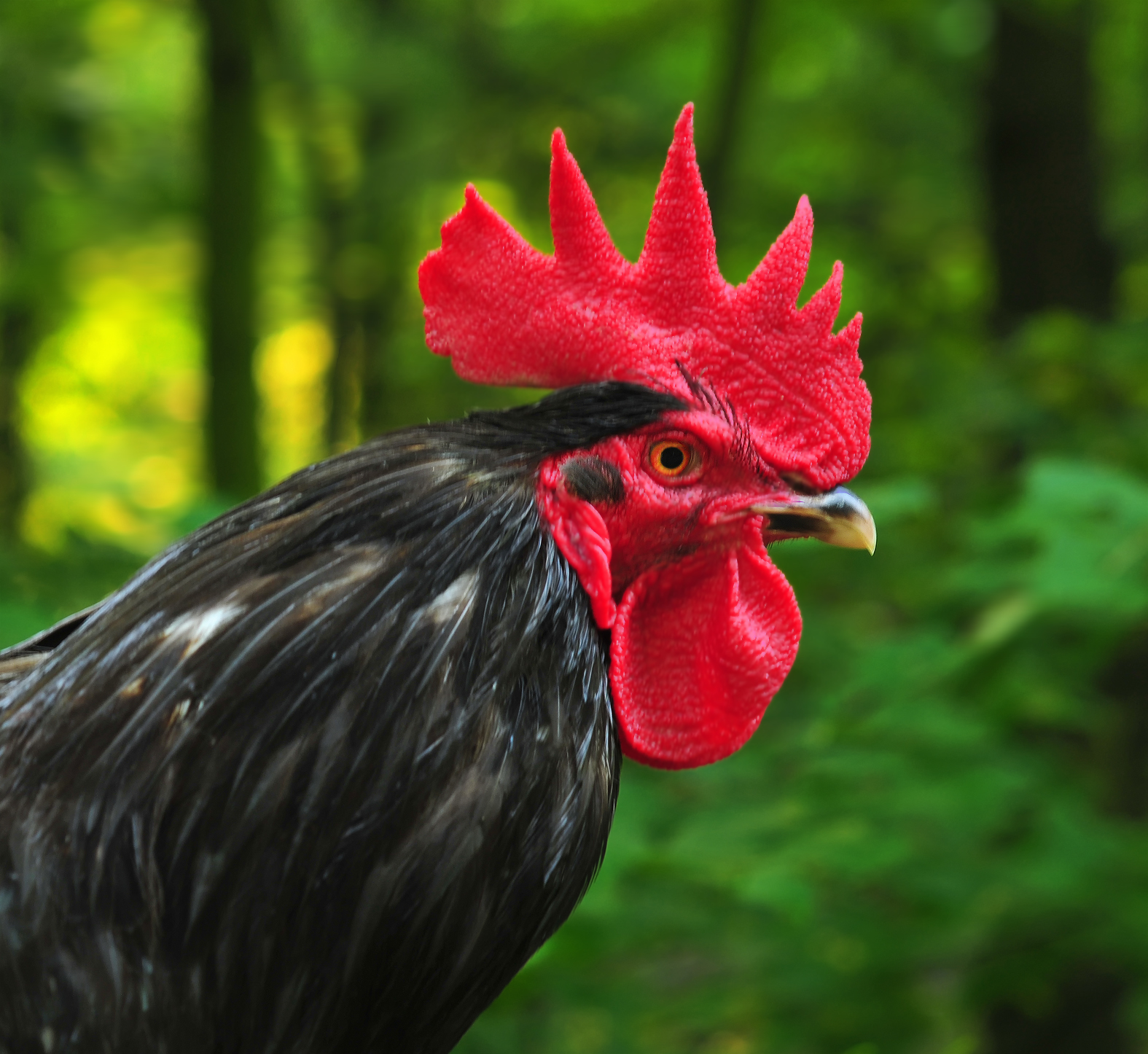
Australorp.

Az australorp tyúkfajtát 1920 környékén tenyésztették ki Ausztráliában.

## Fajtatörténete
A fajtát azért tenyésztették ki, hogy ezzel egy többhasznú házi tyúk fajtát kapjanak. Jó hústyúkok, magas húsminőséggel, ugyanakkor jó tojáshozamúak.  
Az Ausztráliában lévő házi tyúkokat Angliából származó orpingtonokkal párosítottak. Az utódokat már australorps néven emlegették. A jó tulajdonságai miatt hamar híre ment és 1925-ben az amerikaiak exportálták Ausztráliából és tovább tenyésztették, „fejlesztették”. Németországi újságokban már 1930-ban lehetett róla olvasni, de csak 1950-ben lehetett kiállításon is megfigyelni. Németországba főleg tenyésztojásokat importáltak amerikai gazdasági telepekről.    

## Fajtabélyegek, színváltozatok
Teste kissé megnyúlt. Háta széles. Farktolla közepesen hosszú. Melltájék is széles, telt tollazatú. Fej közepes méretű, széles. Arca piros, goromba. Szemek sötétbarnák. Csőr közepes méretű a testhez képest, erős. Egyszerű taraj, egyenletesen fogazott. Füllebeny piros, közepes nagyságú. Nyak közepesen hosszú, a váll fölött tartja. Csüd sötétpala színű, fekete, erős, széles terpeszben áll. 
Színváltozatok: eddig még kevés színváltozata van: fekete egy zöldes, lilás (fémes) csillogással, fehér és kék színben tenyésztik.

## Tulajdonságok
Mivel jó tojáshozamú és húsfajta is egyben, ezért különösen kisgazdaságokba és önellátó háztartásokba ajánlják. 
Egy 1922-1923-as felmérés szerint 6 australorp tojó 1857 tojást tojt 365 nap alatt, ami rekordnak számít és ami átlagosan 309,5 tojást jelent / tojó / év! A tojáshozam nyilván a helyes takarmányozástól és annak minőségétől függ. 
| Általános tulajdonságok: | Általános tulajdonságok:        |
| ------------------------ | ------------------------------- |
| Súlya                    | kakas: 3,5–4 kg, tojó: 2,5–3 kg |
| Gyűrűmérete              | kakas: 22, tojó: 20             |
| Tenyésztojás tömege      | 55 g                            |
| Tojáshéj színe           | világosbarna                    |
| Éves tojáshozama         | 250 db                          |